# No More Blues (musikalbum)
No More Blues är ett musikalbum från 2004 med den åländska jazzsångerskan Johanna Grüssner.

## Låtlista
1. Out of this World (Harold Arlen/Johnny Mercer) – 6:54
2. The Touch of Your Lips (Ray Noble) – 4:17
3. My Ship (Kurt Weill/Ira Gershwin) – 5:03
4. No More Blues (Jon Hendricks/ Antônio Carlos Jobim/Jessie Cavanaugh/Vinicius de Moraes) – 3:19
5. The Very Thought of You (Ray Noble) – 5:44
6. I'm Old Fashioned (Jerome Kern/Johnny Mercer) – 4:19
7. Help! (John Lennon/Paul McCartney) – 3:28
8. The First Time Ever I Saw Your Face (Ewan MacColl) – 5:46
9. Hallelujah I Just Love Him So (Ray Charles) – 4:52
10. Desafinado (Antônio Carlos Jobim/Jon Hendricks/Newton Ferreira de Mendonca) – 3:44

## Medverkande
- Johanna Grüssner – sång
- Hans Glawishinig – bas
- Antonio Sanchez – trummor
- Miles Okazaki – gitarr
- Paul Pesonen – gitarrer
- Johanna Grüssner – arrangemang

## Mottagande
Skivan fick ett gott mottagande när den kom ut med ett genomsnitt på 3,7/5 baserat på två recensioner.